# The Book of Unwritten Tales 2
The Book of Unwritten Tales 2 (с англ. — «Книга ненаписанных историй 2») — комедийная графическая приключенческая игра в жанре point-and-click, разработанная немецкой компанией King Art Games и изданная компанией Nordic Games 20 февраля 2015 года для платформ Linux, Microsoft Windows и OS X. Продолжение игры The Book of Unwritten Tales. Издание для платформ PlayStation 4 и Xbox One вышло 18 сентября 2015 года, для Nintendo Switch — 5 февраля 2019 года.

## Сюжет
В фентезийном мире Авентазия в приключение отправляются четыре протагониста: начинающий маг-полурослик Вильбур, самовлюблённый пират Нейт, беременная эльфийская принцесса Айводора и пушистое инопланетное существо по кличке «Чудо». Волшебная сила, заключённая в могущественной волшебной палочке, превращает обычные вещи в слишком розово-милые. Четыре героя объединяются, чтобы спасти Авентазию от трансформаций и получить ответы на вопросы.

## Разработка
Английский текст и озвучивание персонажей выполнила компания OMUK. Разработка игры была профинансирована через Kickstarter. В 2014 году игра была выпущена в раннем доступе в Steam. Игровой трейлер высмеивал стратегии монетизации игр, такие как free-to-play и микротранзакции.

## Критика
| Сводный рейтинг    | Сводный рейтинг                                    |
| Агрегатор          | Оценка                                             |
| ------------------ | -------------------------------------------------- |
| GameRankings       | 77,91 %                                            |
| Metacritic         | (NS) 77/100 (PC) 80/100 (XONE) 79/100 (PS4) 63/100 |
| Иноязычные издания |                                                    |
| Издание            | Оценка                                             |
| GameRevolution     | 4/5                                                |
| Hardcore Gamer     | 4.5/5                                              |

The Book of Unwritten Tales 2 получила положительные отзывы критиков, средний балл игры на Metacritic составляет 80 из 100. Джеб Хот из Game Revolution заключил: «Стоит ли покупать The Book of Unwritten Tales 2? Определённо! Хотя эта часть не добавляет особенных новшеств в серию, но она более сложна и отполирована, чем её предшественница». Джефф Тью отметил: «если вы любите point-and-click-квесты, The Book of Unwritten Tales 2 — это всё, о чём вы могли мечтать, и даже больше. Потрясающая (и искусная) графика, полностью орекстровый саундтрек и первоклассное озвучивание — по качеству игра не имеет себе равных, и литературная часть на уровне». Хейден Дингман из PC World заявил, что дизайн головоломок превосходен, однако графика и звуковое сопровождение иногда подкачивают. Он заключил: «The Book of Unwritten Tales 2 — это напоминание о том, что пусть жанр приключенческих игр и узурпирован Telltale, прекрасные традиционные point-and-click-игры всё ещё можно создавать».